# Abdurajik Abubakar Janjalani
Abdurajik Abubakar Janjalani (1959? – 18 dicembre 1998) è stato un terrorista filippino.

## Biografia
Si laureò in teologia e lingua araba e visse la giovinezza tra Libia, Siria ed Arabia Saudita. Svolse successivamente la professione di insegnante ma a partire dagli anni ottanta ebbe una svolta spirituale che lo portò ad aderire ai principi del fondamentalismo islamico.
Oppositore dell'invasione sovietica dell'Afghanistan, andò a combattere personalmente le truppe russe a Kabul e nella capitale afghana conobbe Osama Bin Laden che lo convinse a creare, a conflitto ultimato, un gruppo integralista che avallasse le istanze separatiste della regione Autonoma nel Mindanao Musulmano; per far ciò, Bin Laden gli diede anche un finanziamento di sei milioni di dollari.
Nel 1990 Janjalani fondò il gruppo Abu Sayyaf e con esso egli fu complice della progettazione di numerose azioni terroristiche, alcune riuscite come l'attentato al World Trade Center nel 1993 ed il bombardamento dell'aereo di linea Flight 434 nel 1994, altre fallite come il progetto Bojinka.
Il 18 dicembre 1998 Abdurajik Abubakar Janjalani rimase ucciso in uno scontro a fuoco con l'esercito regolare filippino: a capo del Gruppo Abu Sayyaf fu posto suo fratello Khadaffy Janjalani che tuttavia, avendo solo 23 anni, non era dotato dell'esperienza giusta per guidare una siffatta organizzazione. Per questo il nuovo leader si fece affiancare sempre più spesso da Jainal Antel Sali, che in numerose circostanze prese le redini del movimento.